# Antheraea yamamai
Tằm tơ nhật bản (Antheraea yamamai, tiếng Nhật: 山繭蛾・ヤママユガ) à một loài sâu bướm thuộc Họ Saturniidae. Đó là loài đặc hữu của Nhật Bản, nhưng đã được nhập khẩu vào châu Âu để sản xuất tơ lụa và bây giờ là ở Nam-Đông Âu, chủ yếu ở Áo, Đông Bắc Italia và các Balkan. Nó có vẻ là lan rộng về phía bắc, có hiện diện gần Deggendorf và Passau (Bayern) đã được báo cáo.

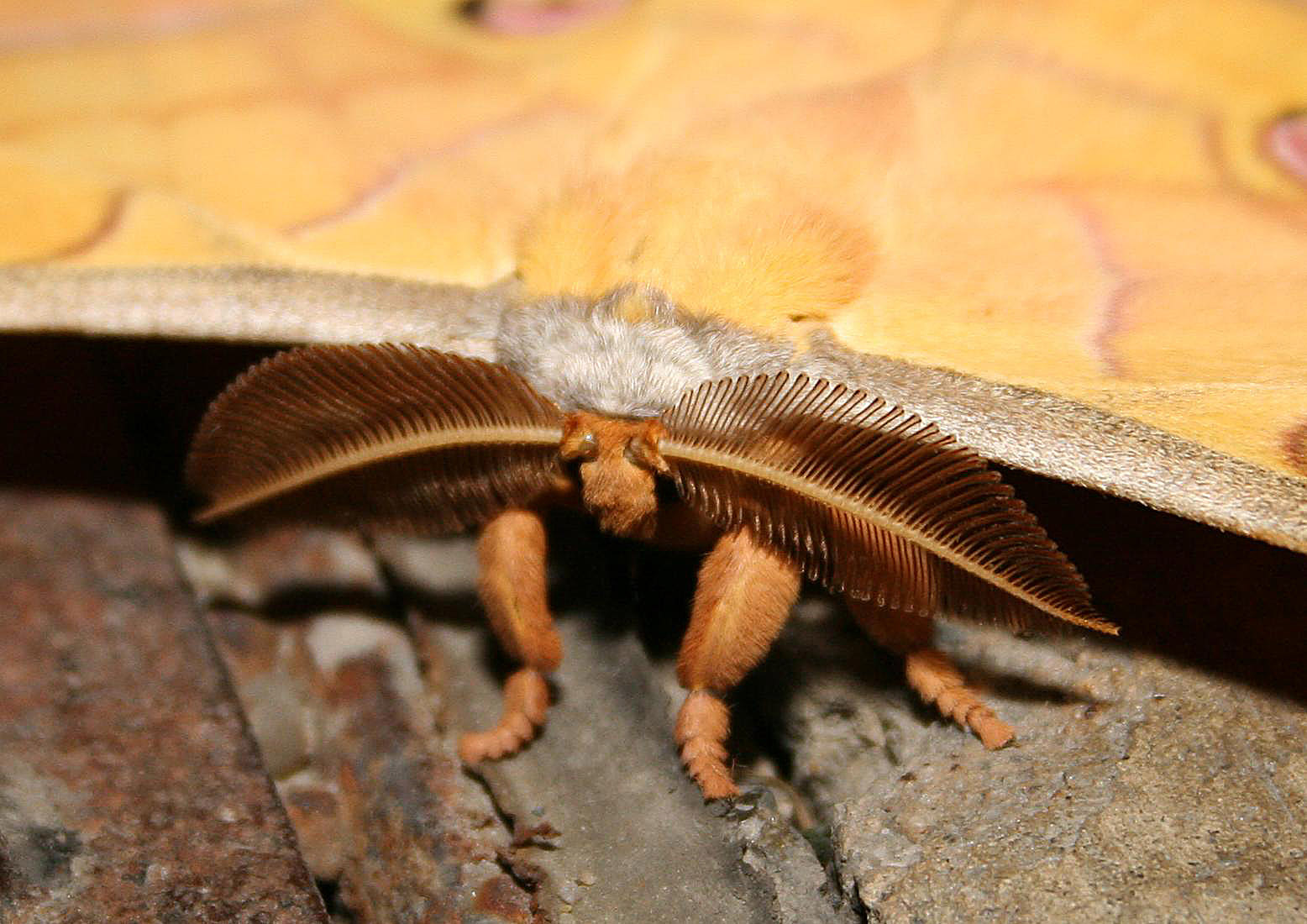
Phía trước mẫu con đực

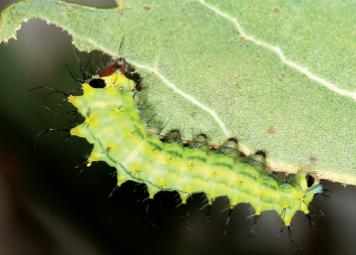
2nd instar larva

Tằm này đã được nuôi ở Nhật Bản hơn 1000 năm. Nó sản xuất tơ tự nhiên màu trắng nhưng khó nhuộm. Tơ này hiện rất hiếm và đắt.
Sải cánh dài 110–150 mm. Con trưởng thành bay từ tháng 8 đến tháng 9 làm một đợt tùy theo địa điểm.
The larva chủ yếu ăn Quercus species, but have also been reported on Fagus sylvatica, Castanea sativa, Carpinus, Rosa và Crataegus.

## Hình ảnh

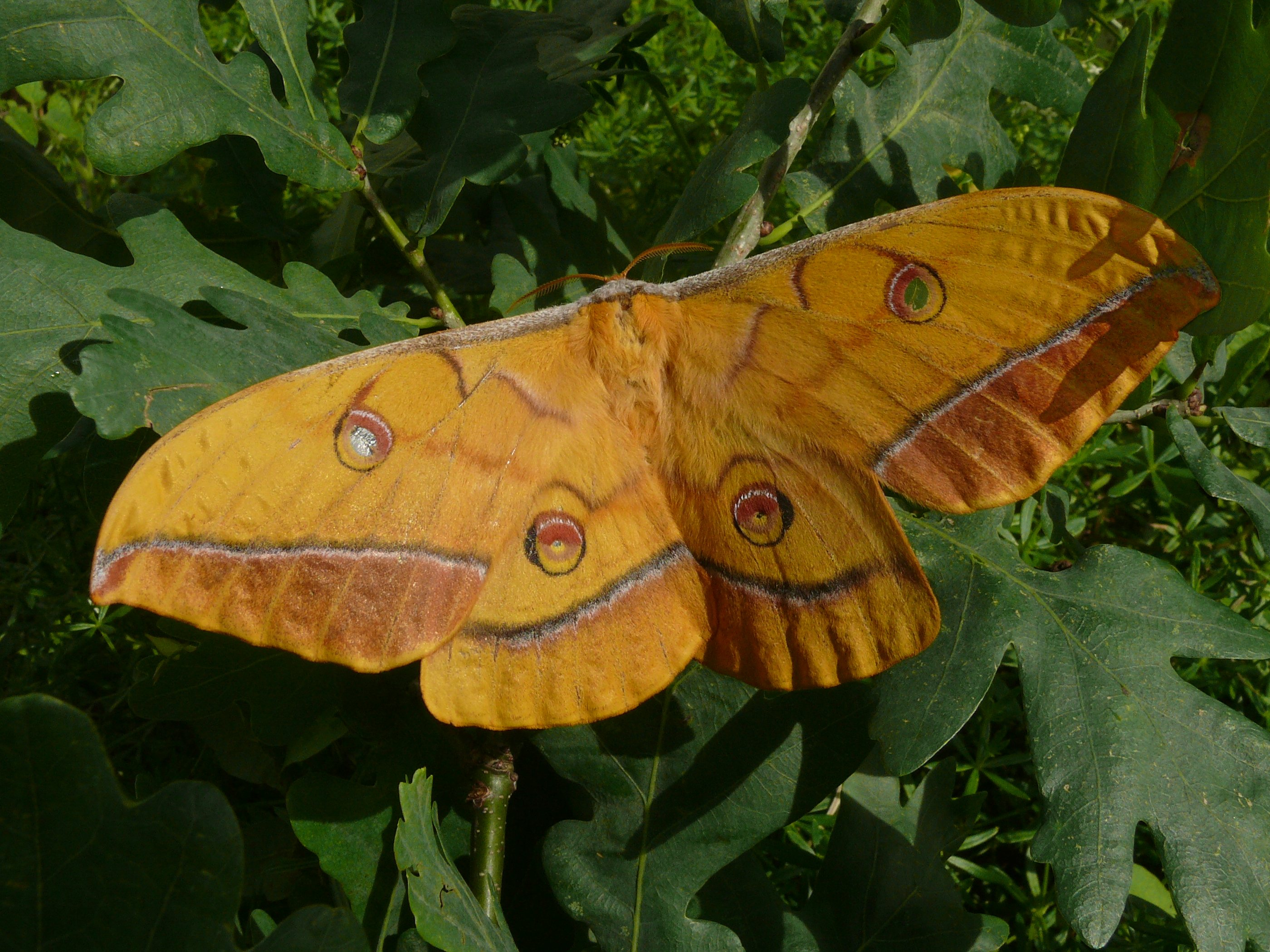
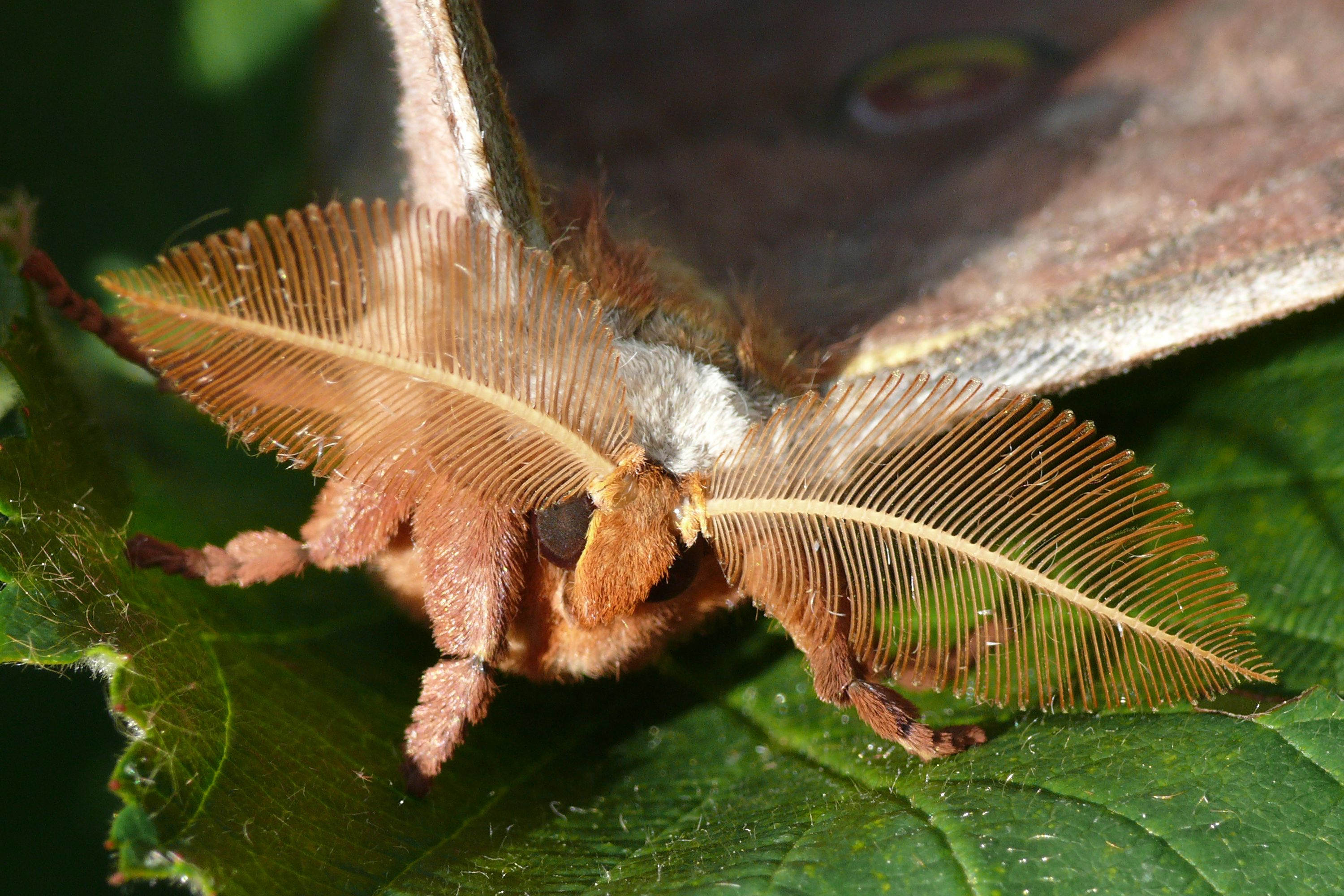
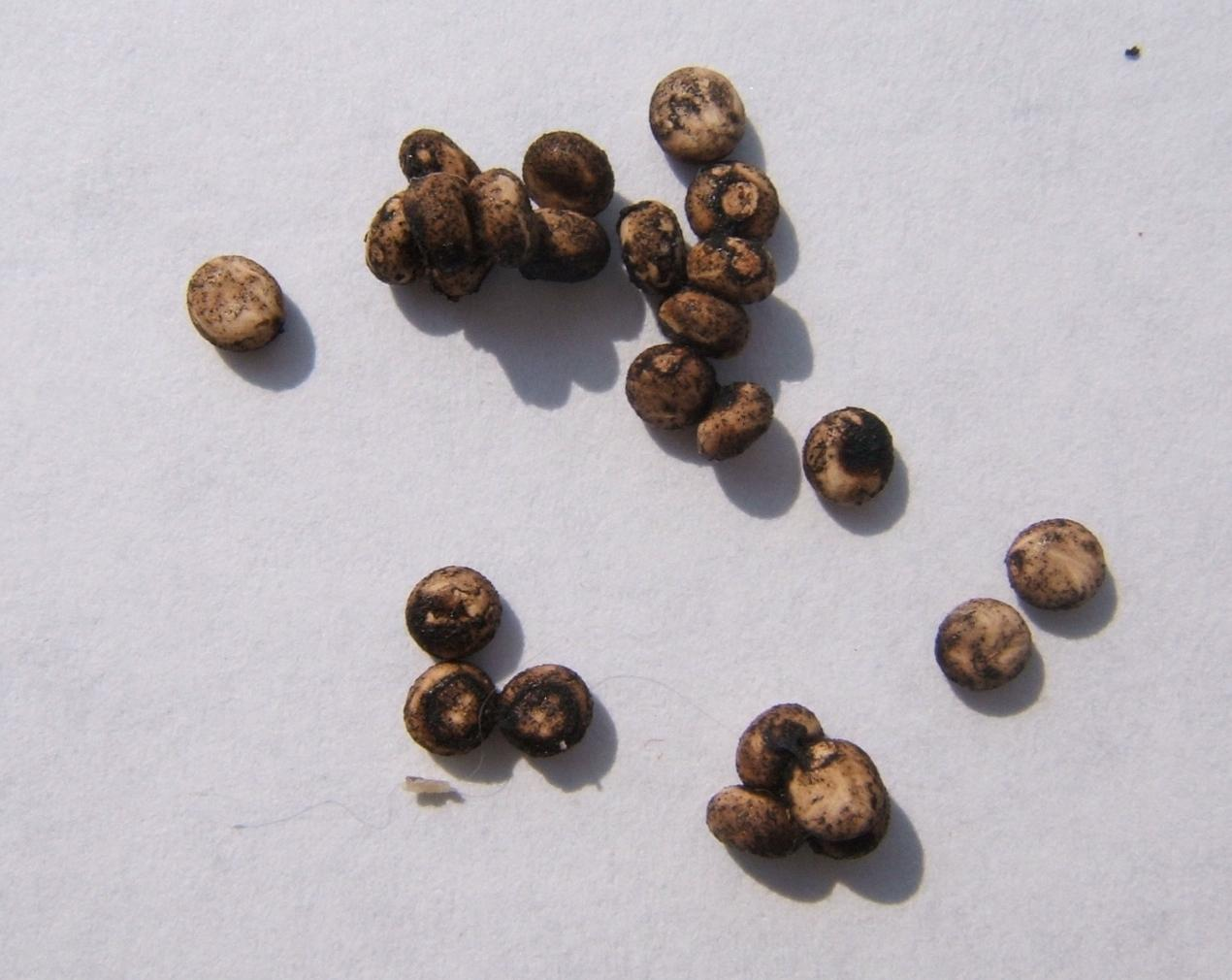
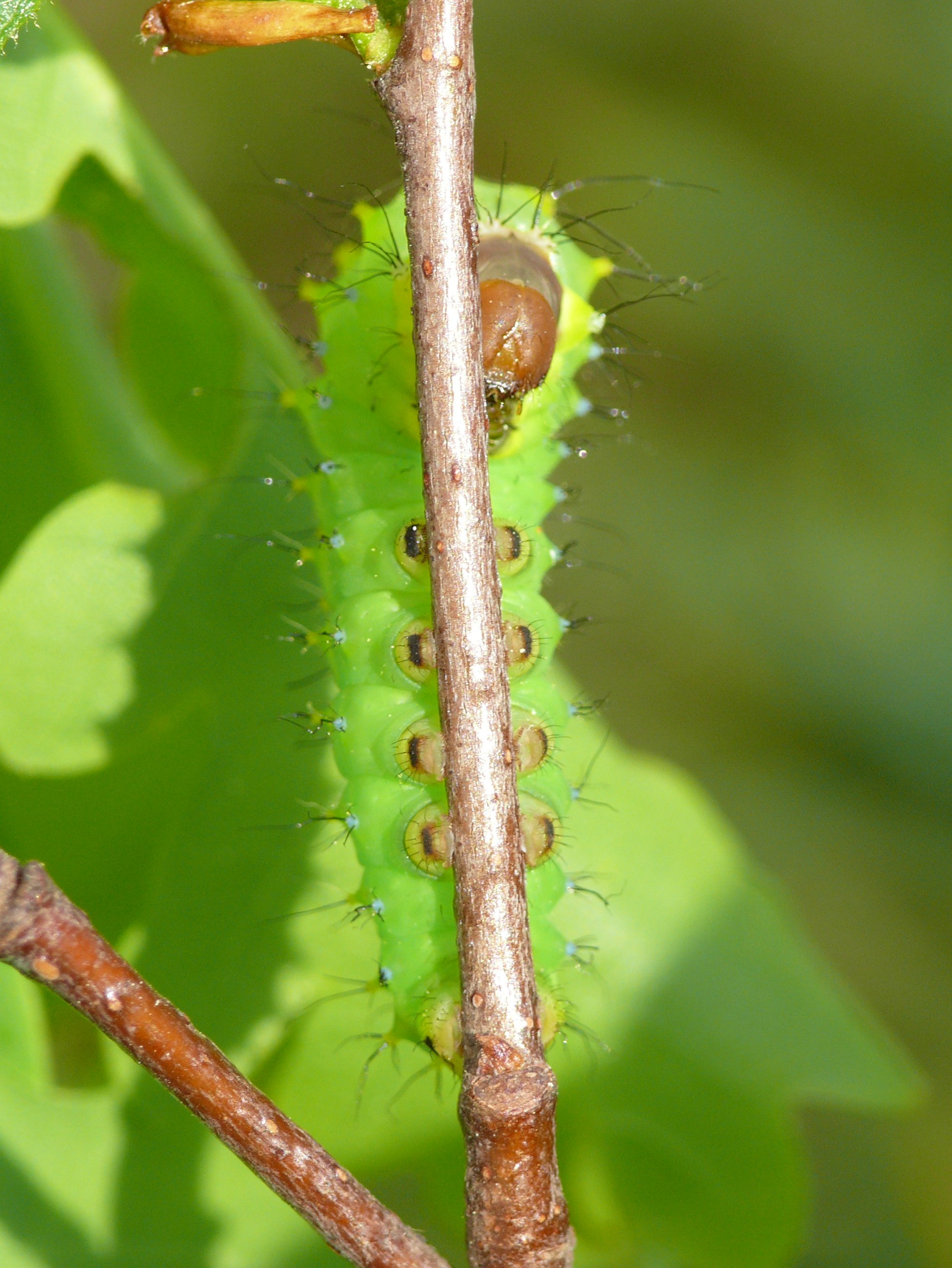

## Phụ loài
- Antheraea yamamai yamamai
- Antheraea yamamai bergmani
- Antheraea yamamai titan
- Antheraea yamamai ussuriensis